# Kurt Bardong
Kurt Bardong (* 5. Januar 1908 in Kupferdreh bei Essen; † (vermisst) 1945) war ein deutscher Klassischer Philologe und Medizinhistoriker.
Kurt Bardong studierte Klassische Philologie an der Universität Gießen und beschäftigte sich bereits früh mit den Schriften des griechischen Arztes Galen. Gegenstand seiner Doktorarbeit war der Traktat De causis procatarcticis („Über die vorausgehenden Ursachen“), der nur in einer lateinischen Übersetzung des 14. Jahrhunderts erhalten ist. Bardong erstellte eine Edition des lateinischen Textes und übersetzte ihn ins Altgriechische zurück. Am 15. November 1937 wurde Bardong bei Rudolf Herzog zum Dr. phil. promoviert. Seine Dissertation erschien im selben Jahr als Supplementband zum Corpus Medicorum Graecorum, an dem Bardong in den folgenden Jahren als freier Mitarbeiter weiter mitwirkte. Als Nächstes übernahm er die Edition der Schrift περὶ δυσπνοίας, ohne sie jedoch fertigstellen zu können.
Ab 1934 lebte er als Gymnasiallehrer (Studienreferendar, später Studienrat) in Friedberg (Hessen). Er setzte seine wissenschaftliche Arbeit fort und veröffentlichte Aufsätze sowie Artikel für Paulys Realenzyklopädie der klassischen Altertumswissenschaft (RE). Am Zweiten Weltkrieg nahm er als Gefreiter teil. Zwischen Warka und Radom in Polen verliert sich seine Spur. Zum 31. Dezember 1945 wurde Bardong für tot erklärt.

## Schriften (Auswahl)
- Galeni De causis procatarcticis libellus a Nicolao Regino in sermonem Latinum translatus. Leipzig/Berlin 1937 (= Corpus Medicorum Graecorum Supplement 2; = Dissertation).
- Beiträge zur Hippokrates- und Galenforschung. In: Nachrichten der Akademie der Wissenschaften in Göttingen. Philologisch-historische Klasse. Band 7, 1942, S. 577–603.